# Copris kusakabei
Copris kusakabei är en skalbaggsart som beskrevs av Ochi, Kon och Kawahara 2005. Copris kusakabei ingår i släktet Copris och familjen bladhorningar. Inga underarter finns listade i Catalogue of Life.